# 마이키 니컬스

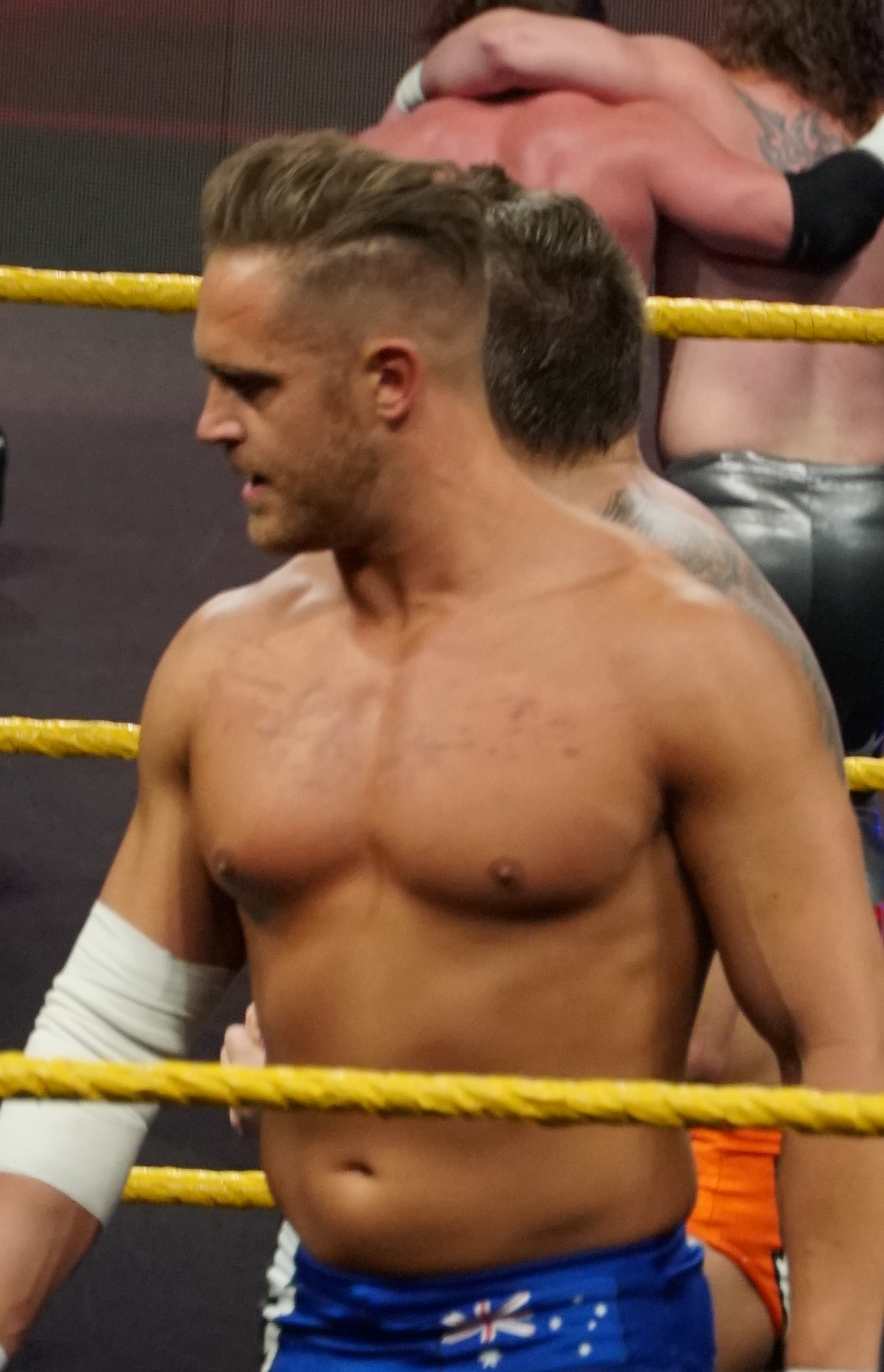

마이키 니컬스(영어: Mikey Nicholls, 1979년 8월 20일 ~ )는 본명은 마이클 니콜스(Michael Nicholls)다. 전에는 WWE NXT/WWE 링네임이 닉 밀러(Nick Miller)라는 가지고 있었다는 증거도 있다. 오스트레일리아의 남자 프로레슬링선수다. 일본에서는 프로레슬링 노아, 오스트레일리아에서는 EPW 및 MCW를 주 활동무대로한다. 셰인 헤이스트와 함께 태그 팀 더 마이티 돈 닐(The Mighty Don't Kneel)로 활동한다. 2001년 프로레슬링 입문으로 키는 186cm(6 ft 1 in)에다가 몸무게는 104kg(229 lb)이다. 피니쉬는 블루 베스(다이빙 문설트), 마이키 밤(스핀-아웃 파워밤), 다이빙 슈팅 스타 프레스로 사용을 한다.

## Professional wrestling highlights
- Finishing moves
  - Blue Vengeance (Diving moonsault) - 2014
  - Mikey Bomb (Spin-out powewrbomb)
  - Diving shooting star press
- Signature moves
  - Corner lariat
  - Diving crossbody
  - Lifting spinebuster
  - Running big boot
  - Southern Cross Stretch (Modified reverse figure-four leglock)
  - Spinning forearm smash
- Entrance themes
  - "Joker & the Thief" by Wolfmother
  - "Stand Tall" by CFO$ (WWE NXT; 2016 - 2018; used as member by TM-61)

## 수상
- EWE 월드 아메리칸 헤비웨이트 챔피언 (1회)
- EPW 월드 헤비웨이트 챔피언 (3회)
- EPW 월드 태그팀웨이트 챔피언 (1회) - 셰인 헤이스트
- EPW 매치 오브 더 이열 (2002) - 지미 페인 액트 레러뷰션
- EPW 레슬러 오브 더 이열 (2004, 2005)
- EPW 베스트 레슬러 오브 더 퍼스트 파이브 이열즈 (2006)
- EPW 텔러싼 럼블 위너 (2009)
- NWA 월드 오스트레일리아 내셔널 헤비웨이트 챔피언 (1회)
- NWA 월드 오스트레일리아 내셔널 헤비웨이트 챔피언 토너먼트 위너 (2007)
- 랭크드 넘버 154 오브 더 탑 500 싱글즈 레슬링 인 더 PWI 500 인 2016
- GHC 월드 태그팀웨이트 챔피언 (2회) - 셰인 헤이스트
- 글로벌 태그 리그 파이팅 스피럿 어워드 (2015) - 셰인 헤이스트
- 라이즈 앤 프로브 토너먼트 (2012) - 셰인 헤이스트
- 베스트 태그팀 어워즈 (2013) - 셰인 헤이스트